# Temporada 1996-97 de los Cleveland Cavaliers
La temporada 1996-97 fue la vigesimoséptima de los Cleveland Cavaliers en la NBA. La temporada regular acabó con 42 victorias y 40 derrotas, ocupando el noveno puesto de la conferencia Este, no logrando clasificarse para los playoffs.

## Elecciones en elDraft
| Ronda | Puesto | Jugador            | Posición | Nacionalidad   | Universidad/Club |
| ----- | ------ | ------------------ | -------- | -------------- | ---------------- |
| 1     | 12     | Vitaly Potapenko   | Pívot    | Ucrania        | Wright State     |
| 1     | 20     | Zydrunas Ilgauskas | Pívot    | Lituania       | Atletas          |
| 2     | 56     | Reggie Geary       | Base     | Estados Unidos | Arizona          |

## Temporada regular
| División Central    | División Central | División Central | División Central | División Central | División Central | División Central | División Central | División Central |
| Equipo              | G                | P                | %                | PD               | Casa             | Fuera            | Div              |                  |
| ------------------- | ---------------- | ---------------- | ---------------- | ---------------- | ---------------- | ---------------- | ---------------- | ---------------- |
| y-Chicago Bulls     | 69               | 13               | .841             | –                | 39–2             | 30–11            | 24–4             |                  |
| x-Atlanta Hawks     | 56               | 26               | .683             | 13               | 36–5             | 20–21            | 17–11            |                  |
| x-Detroit Pistons   | 54               | 28               | .659             | 15               | 30–11            | 24–17            | 17–11            |                  |
| x-Charlotte Hornets | 54               | 28               | .659             | 15               | 30–11            | 24–17            | 14–14            |                  |
| Cleveland Cavaliers | 42               | 40               | .512             | 27               | 25–16            | 17–24            | 13–15            |                  |
| Indiana Pacers      | 39               | 43               | .476             | 30               | 21–20            | 18–23            | 11–17            |                  |
| Milwaukee Bucks     | 33               | 49               | .402             | 36               | 20–21            | 13–28            | 10–18            |                  |
| Toronto Raptors     | 30               | 52               | .366             | 39               | 18–23            | 12–29            | 6–22             |                  |

## Estadísticas

### Temporada regular
| Rk | Jugador          | Edad | Pos. | P  | PT | MP   | TC  | TCI  | %TC  | T3  | T3I | %T3  | TL  | TLI | %TL   | RO  | RD  | RT  | AS  | RB  | TAP | BP  | FP  | PTS  |
| -- | ---------------- | ---- | ---- | -- | -- | ---- | --- | ---- | ---- | --- | --- | ---- | --- | --- | ----- | --- | --- | --- | --- | --- | --- | --- | --- | ---- |
| 1  | Chris Mills      | 27   | SF   | 80 | 79 | 39.6 | 5.1 | 11.2 | .453 | 1.1 | 2.8 | .391 | 2.2 | 2.6 | .842  | 1.5 | 4.7 | 6.2 | 2.5 | 1.1 | 0.5 | 1.5 | 2.8 | 13.4 |
| 2  | Terrell Brandon  | 26   | PG   | 78 | 78 | 36.8 | 7.4 | 16.8 | .438 | 1.3 | 3.5 | .373 | 3.4 | 3.8 | .902  | 0.6 | 3.2 | 3.9 | 6.3 | 1.8 | 0.4 | 2.3 | 2.3 | 19.5 |
| 3  | Tyrone Hill      | 28   | C    | 74 | 70 | 34.9 | 4.8 | 8.0  | .600 | 0.0 | 0.0 | .000 | 3.3 | 5.1 | .633  | 3.5 | 6.4 | 9.9 | 1.2 | 0.9 | 0.4 | 2.0 | 3.6 | 12.9 |
| 4  | Bobby Phills     | 27   | SG   | 69 | 65 | 34.4 | 4.8 | 11.1 | .428 | 1.2 | 3.1 | .394 | 1.8 | 2.5 | .718  | 0.9 | 2.6 | 3.6 | 3.4 | 1.6 | 0.3 | 2.0 | 2.5 | 12.6 |
| 5  | Danny Ferry      | 30   | PF   | 82 | 48 | 32.1 | 4.2 | 9.7  | .429 | 1.4 | 3.5 | .401 | 0.9 | 1.1 | .851  | 1.0 | 3.1 | 4.1 | 1.8 | 0.7 | 0.4 | 1.1 | 3.0 | 10.6 |
| 6  | Bob Sura         | 23   | SG   | 82 | 23 | 27.7 | 3.1 | 7.2  | .431 | 0.6 | 2.0 | .323 | 2.4 | 3.9 | .614  | 0.9 | 2.8 | 3.8 | 4.8 | 1.1 | 0.4 | 2.2 | 2.7 | 9.2  |
| 7  | Vitaly Potapenko | 21   | C    | 80 | 3  | 15.5 | 2.3 | 5.3  | .440 | 0.0 | 0.0 | .500 | 1.2 | 1.6 | .736  | 1.3 | 1.4 | 2.7 | 0.5 | 0.3 | 0.4 | 1.4 | 2.7 | 5.8  |
| 8  | Mark West        | 36   | C    | 70 | 43 | 13.7 | 1.4 | 2.6  | .556 | 0.0 | 0.0 |      | 0.4 | 0.8 | .482  | 1.0 | 1.7 | 2.7 | 0.3 | 0.2 | 0.8 | 0.7 | 2.0 | 3.2  |
| 9  | Antonio Lang     | 24   | PF   | 64 | 1  | 13.2 | 1.1 | 2.5  | .420 | 0.0 | 0.1 | .000 | 0.5 | 0.8 | .729  | 0.8 | 1.2 | 2.0 | 0.5 | 0.5 | 0.5 | 0.8 | 1.7 | 2.7  |
| 10 | Donny Marshall   | 24   | SF   | 56 | 0  | 9.8  | 0.9 | 2.9  | .325 | 0.6 | 1.6 | .379 | 0.7 | 1.0 | .704  | 0.4 | 0.9 | 1.3 | 0.4 | 0.4 | 0.1 | 0.6 | 1.1 | 3.1  |
| 11 | Reggie Geary     | 23   | PG   | 39 | 0  | 6.3  | 0.6 | 1.5  | .379 | 0.2 | 0.5 | .381 | 0.1 | 0.3 | .455  | 0.1 | 0.3 | 0.4 | 0.9 | 0.3 | 0.1 | 0.4 | 0.9 | 1.5  |
| 12 | Carl Thomas      | 27   | SG   | 19 | 0  | 4.1  | 0.5 | 1.3  | .375 | 0.1 | 0.6 | .167 | 0.1 | 0.1 | 1.000 | 0.2 | 0.5 | 0.7 | 0.4 | 0.1 | 0.1 | 0.3 | 0.4 | 1.1  |
| 13 | Shawnelle Scott  | 24   | C    | 16 | 0  | 3.1  | 0.5 | 1.0  | .500 | 0.0 | 0.0 |      | 0.3 | 0.7 | .364  | 0.5 | 0.5 | 1.0 | 0.0 | 0.0 | 0.2 | 0.0 | 0.4 | 1.3  |

## Galardones y récords
| Jugador         | Galardón |
| Terrell Brandon | All-Star |